# Predrag Stevanović
Predrag Stevanović (* 3. März 1991 in Essen, Deutschland) ist ein serbischer Fußballspieler. Seine bevorzugte Position ist das offensive Mittelfeld.

## Karriere
Er fing 1995 beim TuS Essen-West mit dem Fußballspielen an und wechselte zwei Jahre später in die Jugendabteilung von Rot-Weiss Essen. Nach fünf Jahren folgte 2002 sein Wechsel zum FC Schalke 04, wo der linksfüßige offensive Mittelfeldspieler 2009/10 gemeinsam mit seinem Bruder Aleksandar Stevanović in der A-Jugend spielte und in der Hinrunde der Saison 2010/11 in der Schalker Reservemannschaft zum Einsatz kam. Im Januar 2011 wechselte Stevanović zu Werder Bremen, wo er einen Vertrag bis zum 30. Juni 2014 unterschrieb. Zunächst sollte er in der zweiten Mannschaft Spielpraxis sammeln, für die er am 5. Februar 2011, als er bei der 1:2-Heimniederlage gegen den FC Rot-Weiß Erfurt in der 80. Minute für Lennart Thy eingewechselt wurde, erstmals antrat.
Sein Bundesligadebüt gab Stevanović am 32. Spieltag der Saison 2010/11 (29. April 2011) bei einer 0:1-Heimniederlage gegen den VfL Wolfsburg, als er in der 77. Minute für Torsten Frings eingewechselt wurde.
Nach der Saison 2013/14 verließ Stevanović den SV Werder. Er war ein Jahr lang vereinslos, ehe er sich im September 2015 der Reserve der Stuttgarter Kickers anschloss. Im Oktober 2016 verstärkte er die SG Wattenscheid 09, die in der Regionalliga West antritt, nachdem er sich dort bereits einige Monate fit gehalten hatte.